# Cagnano
Pour les articles homonymes, voir Cagnano (homonymie).
Cagnano est une commune française située dans la circonscription départementale de la Haute-Corse et le territoire de la collectivité de Corse. Elle appartient à l'ancienne piève de Luri, dans le Cap Corse.

## Géographie

### Situation
Cagnano est une commune située au centre de la façade orientale du Cap Corse, l'une des dix communes du canton de Capobianco dont Rogliano est le chef-lieu.
Communes limitrophes

### Géologie et relief

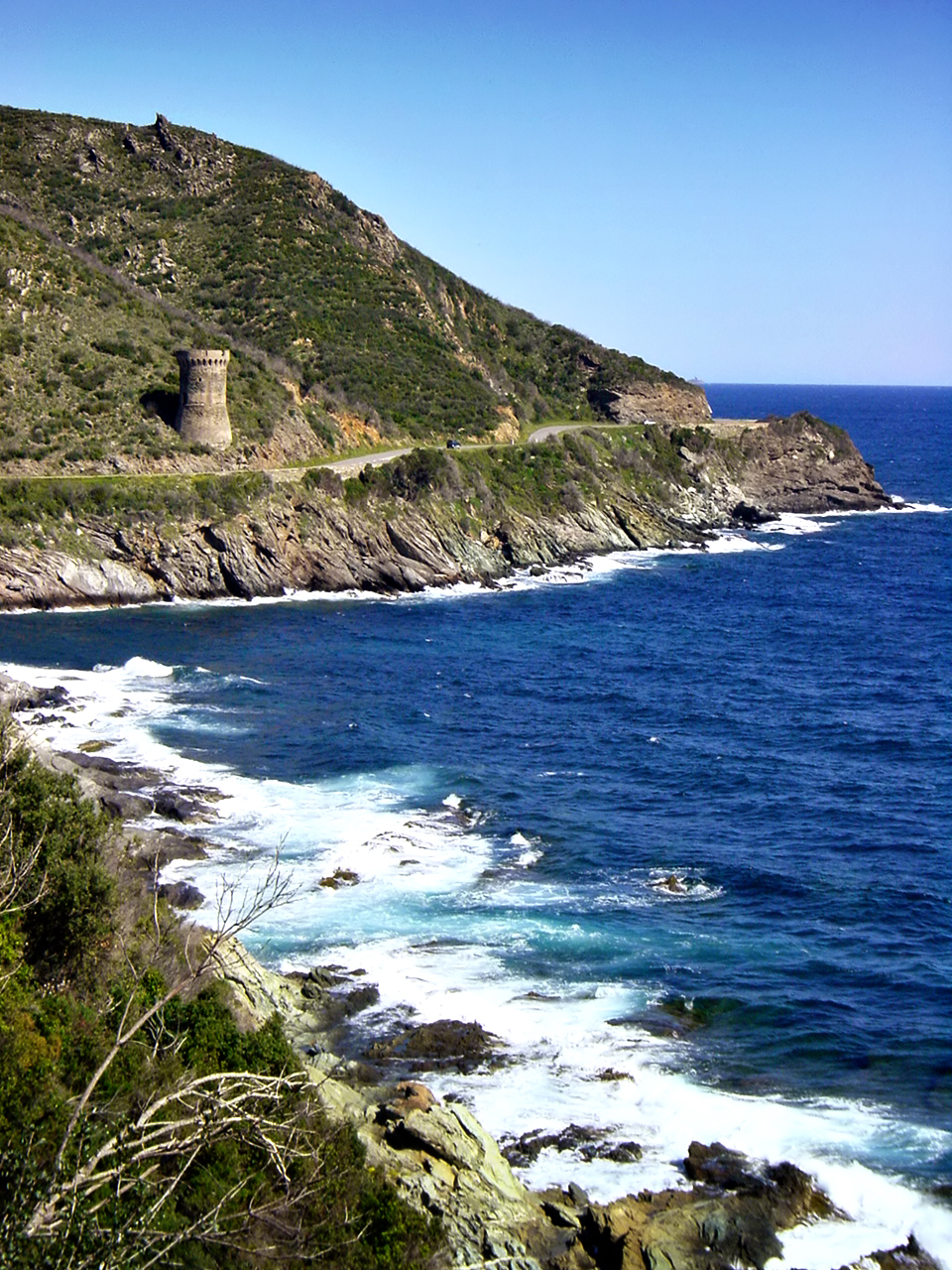
La tour de l'Osso.

Comme beaucoup d'autres communes du Cap Corse, Cagnano occupe toute une petite vallée, un [alvéole] de la façade orientale de la péninsule, celui du ruisseau de Misinco, orientée d'Ouest en Est depuis les flancs de la Serra dorsale schisteuse du Cap, jusqu'à son embouchure dans la mer Tyrrhénienne.
Sur les bords raides de la vallée ouverte sur la mer, le paysage présente des kilomètres de murs de soutènements construits par l'Homme pour créer des terrasses cultivables dites localement lenze.
Limites territoriales
Commune de faible superficie (14,72 km2), ses limites peuvent se définir ainsi :
- au Nord, la démarcation démarre au Monte Castellu situé au nord du couvent d'Oveglia ruiné, se dirige vers l'est en passant par la borne au col de Serra (305 m) où a été installé un réémetteur de télévision, les crêtes de e Spelonche, la punta d'Erbaiolu (149 m) jusqu'à la côte, à un point situé à 500 m (distance orthodromique) au nord-est de la plage de sable de Porticciolo ;
- à l'Est, se situe la façade maritime de Cagnano avec, au nord, une plage de sable fréquemment envahie par les herbes mortes de Posidonie rejetées à la côte par la mer, et un peu au sud de la plage, la Marine de Porticciolo avec son petit port de pêche. Le reste, soit les deux tiers de la côte jusqu'au sud de la tour de l'Osse, est représenté par un littoral rocailleux déchiqueté ;
- au Sud, la démarcation repart vers l'ouest en direction du Monte Alticcione (1 139 m) en suivant une ligne de hauteurs passant par la Cima di Rondinaia (285 m), puis par une borne à 400 m proche d'un pylône, la Bocca di San Rocco (377 m) et le Monte Rosso (843 m) ;
- à l'Ouest, c'est une ligne de crête partant du Monte Alticcione sur le Monte Castellu passant par le Monte Sant' Angelo (853 m) et le col éponyme (771 m).

### Hydrographie
Le réseau hydrographique communal est peu dense. Tous les cours d'eau sont tributaires de la mer Tyrrhénienne. 
- Le ruisseau de Misinco[1], long de 6,2 km, est le principal cours d'eau communal. Il nait à Torricella, à environ 430 m au nord-est du monte Rosso sous le nom de ruisseau de Guadone. Ses principaux affluents sont les ruisseaux de Fiumicellu[2], de Vignola (ou de Vignale), le ruisseau de Parata et de son affluent le ruisseau de Gabia[Note 2], tous situés sur sa rive droite.

Deux autres petits fleuves côtiers se jettent à la mer, au sud de l'embouchure du Misinco : 
- le fiume di Veticatu (ruisseau de Veticato) qui prend sa source sur les flancs de la colline Teghie Lisce (altitude de 209 m), traverse le lieu-dit Veticato, et finit sa course dans le petit port de pêche de Porticciolo, et
- le fiume di Campu d'Ardali (ruisseau de Campo d'Ardali) qui naît à Pietra Bianca (352 m), traverse le lieu-dit Campo d'Ardali, et conflue sur Pietracorbara avec le fiume di l'Osse, peu avant son embouchure dans la petite crique au sud de la tour génoise de L'Osse.

### Climat et végétation
Les flancs des vallons du ruisseau de Guadone et de son affluent le ruisseau de Fiumicellu, longés par les routes D 132 et D 432, sont couverts d'une petite chênaie verte. Au-dessus, la végétation est constituée de chênes verts, de frêne orne, d'oliviers et de châtaigniers. Le frêne orne ou « frêne à fleurs » compose localement la ripisylve des petits ruisseaux des vallons.
En raison des fréquents et violents incendies ravageant cette zone du Cap Corse, en fin de période estivale généralement fin Août début Septembre, une grande partie des lignes de crêtes du nord et du sud ont été démaquisées et entretenues pour servir de pare-feux.

### Voies de communication et transports

#### Accès routiers
On ne peut accéder à Cagnano uniquement par la route. C'est en 1829 que furent démarrée les travaux de la construction de la route reliant Bastia à Macinaggio, l'actuelle D 80, route faisant le tour complet du Cap Corse. La portion Porticciolo - Santa sera construite en 1843.
Pour accéder directement au hameau de l'Ortale le centre de Luri, il faut emprunter la route D 132 au nord de Porticciolo puis, après 2,5 km, prendre la D 432 à l'intersection des deux routes. Cette dernière permet de se rendre à Suare puis d'aller à Ortale et ensuite à Piazze, ou de gagner les autres hameaux et villages de Cagnano.
La route D 32 traverse à l'ouest la commune. Elle permet de rejoindre Luri au nord via le col de la Serra (305 m), et Pietracorbara au sud, passant près des ruines de la chapelle San Cervone ; mais la partie sud n'est pas goudronnée.

#### Transports
Il n'existe pas de moyens de transports publics de voyageurs. Par la R D 80, l'intersection D 80 / D 132 un peu au nord de Porticciolo est distante de 22 km de Bastia, ville dotée d'un port de commerce, d'une gare des CFC et de l'aéroport de Bastia Poretta qui, lui, est distant de 55 km.

## Urbanisme

### Typologie
Au 1er janvier 2024, Cagnano est catégorisée commune rurale à habitat très dispersé, selon la nouvelle grille communale de densité à sept niveaux définie par l'Insee en 2022.
Elle est située hors unité urbaine. Par ailleurs la commune fait partie de l'aire d'attraction de Bastia, dont elle est une commune de la couronne,. Cette aire, qui regroupe 93 communes, est catégorisée dans les aires de 50 000 à moins de 200 000 habitants,.
La commune, bordée par la mer Méditerranée, est également une commune littorale au sens de la loi du 3 janvier 1986, dite loi littoral. Des dispositions spécifiques d’urbanisme s’y appliquent dès lors afin de préserver les espaces naturels, les sites, les paysages et l’équilibre écologique du littoral, tel le principe d'inconstructibilité, en dehors des espaces urbanisés, sur la bande littorale des 100 mètres, ou plus si le plan local d’urbanisme le prévoit.

### Occupation des sols
L'occupation des sols de la commune, telle qu'elle ressort de la base de données européenne d’occupation biophysique des sols Corine Land Cover (CLC), est marquée par l'importance des forêts et milieux semi-naturels (89 % en 2018), néanmoins en diminution par rapport à 1990 (92,4 %). La répartition détaillée en 2018 est la suivante : 
milieux à végétation arbustive et/ou herbacée (66,6 %), forêts (17,4 %), zones agricoles hétérogènes (7,7 %), espaces ouverts, sans ou avec peu de végétation (5 %), cultures permanentes (1,7 %), eaux maritimes (0,9 %), prairies (0,8 %). L'évolution de l’occupation des sols de la commune et de ses infrastructures peut être observée sur les différentes représentations cartographiques du territoire : la carte de Cassini (XVIIIe siècle), la carte d'état-major (1820-1866) et les cartes ou photos aériennes de l'IGN pour la période actuelle (1950 à aujourd'hui).

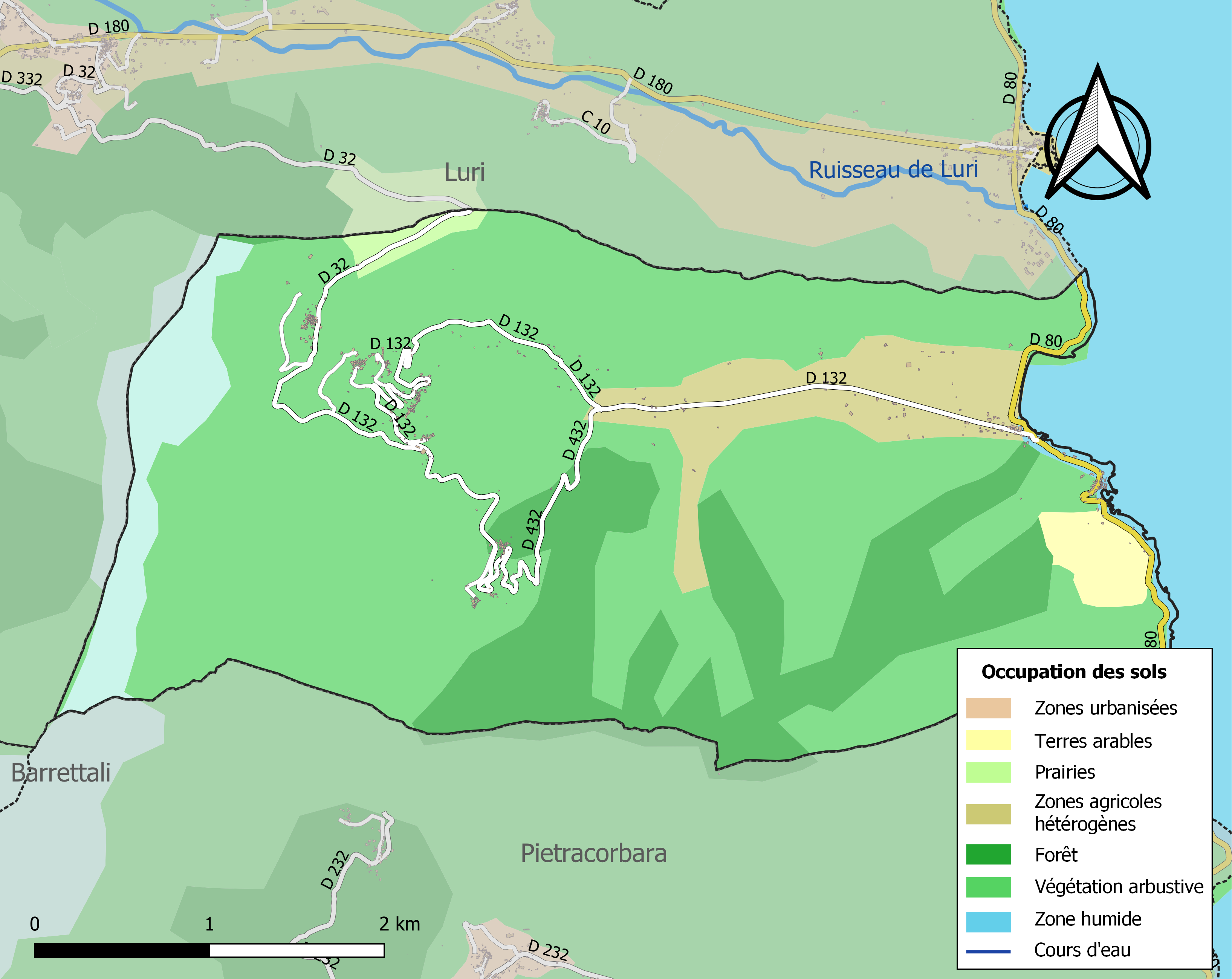
Carte des infrastructures et de l'occupation des sols de la commune en 2018 (CLC).

### Porticciolo
Porticciolo est la Marine de la vallée de Cagnano, à l'embouchure du petit fiume Veticatu. Contrairement à ses voisines de Sisco et de Pietracorbara, la Marine de Porticciolo est de construction très ancienne. Elle présente un ensemble de caractère authentique, avec des maisons aux toits de lauzes, regroupées pour des raisons de sécurité à l'époque.
Porticciolo avait un petit chantier de constructions navales d'où sont sortis de nombreux voiliers jusqu'en 1873. À cette époque, Cagnano commerçait avec l'Italie et les autres ports du Cap, et avait plusieurs magazini (entrepôts). Les pêcheurs étaient encore au nombre de dix pour huit bateaux vers 1960. De nos jours, il n'en reste plus qu'un.
La chapelle Sant'Antone se dresse au milieu du village.

### Suare
Suare, joignable par la route D 432, est un petit village fondé vers l'an 1000 par les seigneurs Delle Suere qui avaient construit leur château voisin. Il ne reste rien de cette place forte. C'est aujourd'hui le hameau de Carbonacce.
À environ 300 m au nord, se trouve la chapelle San Sebastianu, isolée.

### Ghilloni
Ghilloni est le village le plus méridional de Cagnano. Il comprend deux parties : Ghilloni Suprana et Ghilloni Suttana.
Ghilloni Supprana était nommé Ghilloni Villa au XIIIe siècle. S'y trouve la chapelle Santa Maria Annunziata.

### Ortale
Ortale (ou Ortali), le centre de la commune, est un petit village au sud de Piazze. Il doit son nom pour avoir été jadis au milieu des jardins et des vignes. S'y trouvent le cimetière et l'église San Fruttuoso dotée d'une grande façade antérieure classique, bâtie à l'emplacement d'un sanctuaire plus ancien.

### Adamo
Adamo ou Ladamu, est un village ancien, habité autrefois au IXe siècle par des gens « à la peau brune », d'où son nom. Étaient-ce des Sarrasins ?

### Piazze
Piazze est le village de l'intérieur le plus peuplé de Cagnano. Il se situe entre Adamo et Ortale. S'y trouve la chapelle Sant' Erasmu.

### Terre Rosse
Terre Rosse est un hameau moyenâgeux, situé à près de 500 m au nord d'Ortale. Certains affirment que Christophe Colomb, descendant des seigneurs Da Mare, y serait né en 1450.
Un moulin y produit encore de la farine de châtaigne et de l'huile d'olive.

### Carbonacce
Carbonacce est le village situé au nord-ouest de Cagnano, au sud de l'ancien couvent capucin d'Oveglia, bâti au XVIe siècle sur le site de l'ancien château d'Oveglia édifié au XIIe siècle. La forteresse avait été détruite en 1358 par une révolte populaire dirigée par Sambucucciu d'Alandu. L'église dédiée à Santa Maria Assunta est aujourd'hui inscrite Monument historique.

## Toponymie
Le nom corse de la commune est Cagnanu /kaˈɲanu/.
Cagnano était jadis nommé Locagnano. Si l'on rapproche son nom avec le mot cassanus du latin populaire, on peut penser qu'autrefois la vallée était recouverte de chênes.

## Histoire

### Antiquité
Près du mont E Spelonche au nord de la commune, existe la nécropole collective dite « de Spelonche », du premier millénaire avant notre ère. Cette nécropole témoigne de relations commerciales entre le Cap Corse et l'Italie Villanovienne (pré-étrusque). En 1901, le site que les fouilles archéologiques ont détruit, a livré des bracelets, colliers, chaînettes, fibules, pinces à épiler, pendeloques, en bronze, des fragments d'amphores étrusques et des céramiques carthaginoises.
- 660 - Les Étrusques, installés en Toscane en 780, commercent avec les Vanacini de Spelonche qui travaillent le fer et cultivent la vigne, le blé[10].

### Moyen Âge
- De la fin du IXe siècle à 1198, alors que le Cap Corse vivait durant cette période sous des régimes populaires, Locagnano fut le centre du fief indépendant des seigneurs Delle Suere (ou Delle Suare), cousins du génois Ydo ou Ido chef des Peverelli jusqu'en 1082, seigneurs d'Olcani à La Chiappella.
- 1052 - Les Delle Suere dépouillent les Loretesi[11] des pievi du Sagro (Pietracorbara, Sisco et Brando) et du Lota.
- 1072 - Les Da Furiani chassent les Delle Suere du Lota, et en 1082, aidés par Gênes, les Peverelli leur enlèvent le Sagro.
- 1167 - Pise ravage le fief des Peverelli et aide les Avogari à s'emparer de leurs terres.
- 1197 - Cagnano passe aux mains des Avogari. En 1198 tout le Cap Corse est aux mains des Avogari di Gentilli.
- 1249 - Après la vente des droits d'Agostino Peverelli sur le Cap Corse à Ansaldo da Mare en 1246, l'amiral génois annexe Cagnano.
- 1250 - Le Cap Corse est divisé en deux : le nord (San Colombano) à Ansaldo da Mare, et le sud aux Avogari.
- 1492 - Christophe Colomb, qui descendrait de l'amiral Ansaldo da Mare et serait né vers 1450 à Calvi, cité faisant alors partie de la commune de Gênes, avait de la famille à Terre Rosse hameau de Cagnano, situé alors dans le fief des da Mare.

#### Castello d'Oveglia
Dans un acte de 1155, il est fait état la première fois de la famille d'Oveglia. Il concernait un litige opposant cette famille à celle des Vallerustia pour la possession d'une esclave. « Barulfus Scaccius de Vallerustia demande à Ansaldus d'Oveglia de lui rendre cette femme que lui avait donnée Ansufredus de Pino ». 
Les personnages de cette famille, tel Albertus de Ovilia, portent le nom de la fortification d'Oveglia, mentionnée dès la seconde moitié du XIIe siècle. Les d'Oveglia disparaissent de la documentation écrite dès les années 1200-1220.
Ansaldo da Mare, amiral de la flotte de l'empereur Frédéric II, acquiert en deux fois, en 1246 puis en 1249, les fortifications de la moitié nord du Cap et celles appartenant à Sozo Pevere qui les avait lui-même acquises après un partage avec les Avogari : Motti, Oveglia et Minerbio.
Oveglia était construit sur un éperon rocheux, sur un petit replat, barré par des murs d'enceinte disposés perpendiculairement à l'axe de l'éperon, le donjon collé contre ce rempart, au départ de l'éperon pour en défendre l'accès. Le castello avait été bâti avec des matériaux in situ ; pierre, chaux et lauze. Il disposait d'une citerne de cinq à dix m3 qui permettait de survivre en cas de siège. Les habitats étaient situés proche du château, en vue de celui-ci. Un partage de la seigneurie de Mari en 1333 mentionne le castrum Oveglia.
Durant la révolte anti-seigneuriale de 1357-1358, le mouvement insurrectionnel parvint rapidement à la destruction de tous les châteaux sauf six qui sont volontairement épargnés pour servir de siège de justice ou pour protéger des marines.

Après le milieu du XIVe siècle, on ne trouve plus trace d'Oveglia.

### Temps modernes
- 1592 - Gênes profite du désaccord des héritiers de Barbara da Mare (décédée en 1582) pour s'emparer du château de San Colombano. Le fief devient la piève de Luri, qui se confond dès 1620 avec la province du Cap Corse nouvellement créée. Gênes y impose son administration.
- Vers 1600 Cagnanu, "communauté" de la seigneurie Da Mare, comptait environ 400 habitants[13].

Au XVIIe siècle, le Cap Corse ne comptait plus que :
- 4 pièves civiles : Nonza, Canari, Luri et Brando,
- 5 pièves judiciaires : Canari, Barrettali, Luri, Tomino et Sisco.
- 6 pièves religieuses : Nonza, Canari (sous l'autorité du l'évêque de Nebbio), Luri, Tomino, Brando et Lota (dépendant de l'évêque de Mariana)[10].

L'ancienne circonscription territoriale et religieuse qu'était Cagnano, relève ainsi de la pieve civile du Capocorso dont le centre est Rogliano, et de la pieve judiciaire de Luri. Sur le plan religieux Cagnano relève de l'autorité du piévan de Luri, lui-même placé sous l'autorité de l'évêque de Mariana en résidence à Bastia depuis 1570 à cause de la menace barbaresque permanente.
Vers 1730, Cagnano relevait du piévan de Luri dont l'autorité s'étendait sur l'ancienne seigneurie San Colombano des Da Mare, devenue la province génoise du Capocorso. Luri était le centre à la fois, de la pieve judiciaire et de la pieve religieuse éponymes.
- 1757 - Pascal Paoli contrôle presque tout le Cap Corse dont Cagnano. Mais ce n'est qu'en 1762 que Cagnano se rallie à lui.
- 1768 - Août, Cagnano comme tout le Cap Corse, est réuni au royaume de France, avant le reste de l'île. L'île passe sous administration militaire française.
- 1789 - La Corse appartient au royaume de France.
- 1790 - Avec la Révolution française est créé le département de Corse avec Bastia comme préfecture. Les anciennes communautés ou paroisses prennent le nom de communes. L'ex-juridiction royale du Capicorsu passe dans le district de Bastia ; celui-ci est partagé en cantons (ex-pievi), et le canton en communes. Ainsi naît la commune de Luri. La pieve de Luri devenue momentanément pieve de Seneca, devient le canton de Luri.
- 1793 - An II. la Convention divise l'île en deux départements : El Golo (l'actuelle Haute-Corse) dont fait partie Cagnano, et Liamone (l'actuelle Corse-du-Sud) sont créés. La commune porte le nom de Cagnano. Elle intègre le canton de Seneca dans le district de Bastia et dans le département d'El Golo.
- 1801 - Sous le Consulat[Note 4], la commune garde le nom de Cagnano, est toujours dans le canton de Seneca, dans l'arrondissement de Bastia et le département d'El Golo.
- 1811 - Les départements d'El Golo et du Liamone sont fusionnés pour former le département de Corse.
- 1828 - Cagnano passe dans le canton de Luri[15].

### Époque contemporaine
- 1954 - Le canton de Luri comprenait les communes de Barrettali, Cagnano, Luri, Meria et Pino. Cagnanu comptait alors 258 habitants.
- 1973 - De nouveaux cantons sont créés. Cagnano fait partie du Canton de Capobianco créé avec la fusion imposée des anciens cantons de Rogliano et Luri.
- 1975 - L'île est à nouveau scindée en deux département. Cagnano se trouve en Haute-Corse.

## Politique et administration

### Liste des maires
| Période                                  | Période                            | Identité             | Étiquette | Qualité                                        |
| ---------------------------------------- | ---------------------------------- | -------------------- | --------- | ---------------------------------------------- |
| Les données manquantes sont à compléter. |                                    |                      |           |                                                |
| vers 1897                                | ?                                  | Paul Francioni       |           |                                                |
| ?                                        | décembre 1941 (démission d'office) | M. Agostini          |           | Révoqué par le Gouvernement de Vichy           |
| 1965                                     | 1983                               | Jean-Baptiste Biaggi | ex-UNR    | Avocat - Ancien député de la Seine (1958-1962) |
| 1983                                     | 1995                               | Renée Mariani        | DVD       | Fonctionnaire                                  |
| 1995                                     | 2001                               | Jean-Baptiste Biaggi | FN        |                                                |
| mars 2001                                | 2008                               | Isabelle Marcadier   | DVD       |                                                |
| mars 2008                                | février 2009                       | Alain Michaud        |           |                                                |
| mars 2009                                | Aout 2013                          | Charles Jean Ferreri |           |                                                |
| Aout 2013                                | Mars 2014                          | Rose Marie Pancrazi  |           |                                                |
| Mars 2014                                | 4 juillet 2020                     | Albert Mattei        |           |                                                |
| 4 juillet 2020                           | En cours                           | Catherine Catoni     |           |                                                |

## Population et société

### Démographie
L'évolution du nombre d'habitants est connue à travers les recensements de la population effectués dans la commune depuis 1800. Pour les communes de moins de 10 000 habitants, une enquête de recensement portant sur toute la population est réalisée tous les cinq ans, les populations de référence des années intermédiaires étant quant à elles estimées par interpolation ou extrapolation. Pour la commune, le premier recensement exhaustif entrant dans le cadre du nouveau dispositif a été réalisé en 2004.

En 2022, la commune comptait 154 habitants, en évolution de −9,94 % par rapport à 2016 (Haute-Corse : +5,15 %, France hors Mayotte : +2,11 %).
| 1800 | 1806 | 1821 | 1831 | 1836 | 1841 | 1846 | 1851 | 1856 |
| ---- | ---- | ---- | ---- | ---- | ---- | ---- | ---- | ---- |
| 609  | 812  | 750  | 784  | 825  | 938  | 870  | 957  | 879  |

| 1861 | 1866 | 1872 | 1876 | 1881 | 1886 | 1891 | 1896 | 1901 |
| ---- | ---- | ---- | ---- | ---- | ---- | ---- | ---- | ---- |
| 837  | 904  | 926  | 824  | 802  | 852  | 829  | 935  | 990  |

| 1906 | 1911 | 1921 | 1926 | 1931 | 1936 | 1946 | 1954 | 1962 |
| ---- | ---- | ---- | ---- | ---- | ---- | ---- | ---- | ---- |
| 662  | 529  | 452  | 530  | 506  | 535  | 435  | 258  | 253  |

| 1968 | 1975 | 1982 | 1990 | 1999 | 2004 | 2006 | 2009 | 2014 |
| ---- | ---- | ---- | ---- | ---- | ---- | ---- | ---- | ---- |
| 245  | 239  | 183  | 156  | 179  | 196  | 197  | 195  | 170  |

| 2019 | 2022 | - | - | - | - | - | - | - |
| ---- | ---- | - | - | - | - | - | - | - |
| 155  | 154  | - | - | - | - | - | - | - |

### Cultes
L'église paroissiale San Fruttuosu relève du diocèse d'Ajaccio.

### Manifestations culturelles et festivités
- Le 13 juin : fête de Saint-Antoine, saint patron de Porticciolo
- Le 21 janvier est fêté San Fruttuoso

## Économie
Cagnano était autrefois une commune qui comptait près de 1 000 habitants en 1875. Étaient recensés 140 ha plantés de vigne (alors qu'en 1790 il y en avait 154 ha, 78 ha d'oliviers, 12 ha de châtaigniers, 10 ha d'agrumes et 500 têtes de gros bétail, des chèvres essentiellement. La commune avait quatre moulins. Durant le siècle dernier, la commune s'est fortement dépeuplée ; beaucoup de Cagnanèsi ont émigré au « Continent », aux Amériques, d'autres sont morts durant les deux guerres mondiales.
De nos jours, la vigne a totalement disparu du paysage rural. La pêche reste la principale activité. Le petit port de pêche de Cagnano est le troisième du Cap Corse, après Macinaggio et Centuri.
Cagnano possède un attrait touristique remarquable, sa plage, l'une des rares plages de sable du Cap Corse, longée par la D 80. Relativement étroite, elle est continuellement envahie par des herbes mortes de Posidonie arrachées et rejetées par les tempêtes sur le sable où elles se décomposent, créant un frein pour sa fréquentation.
Au sud de la plage, à l'embouchure du Misinco, un petit port avait été construit sans autorisation par un entrepreneur pour le propriétaire d'un établissement hôtelier riverain. Les quais et le mur de soutènement érigés ont été démolis, à la suite d'un l'arrêté rendu par la cour administrative d'appel de Marseille, au terme d'une procédure engagée par l'état.

## Culture locale et patrimoine

### Lieux et monuments

#### Tour de Losso

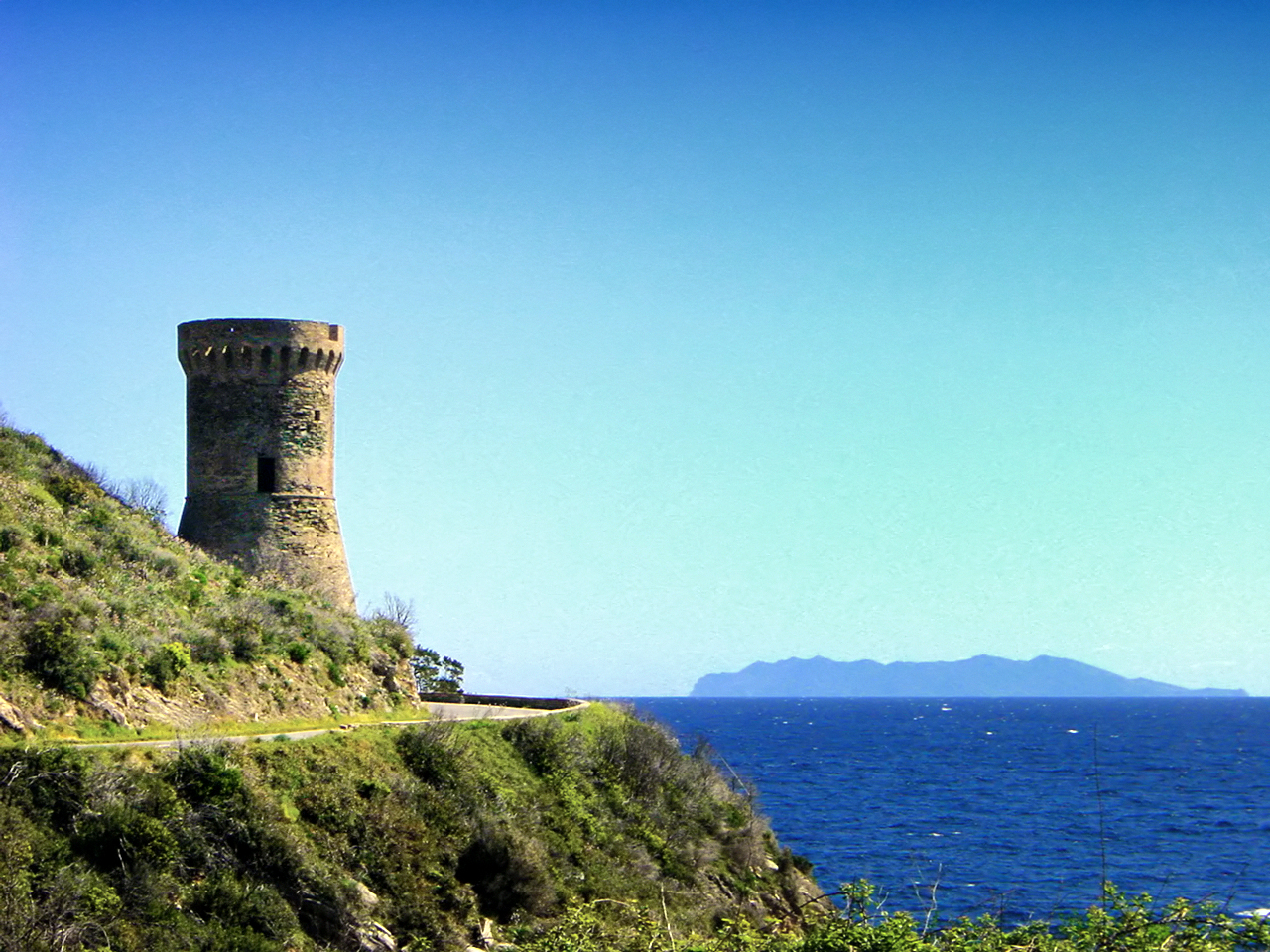
La Tour de l'Osse et la Capraia.

La Tour de Losso (ou Tour de L'Osse) est une tour génoise ronde du XVIe siècle, située sur le littoral à l'extrême sud-est de la commune. Elle était autrefois nommée Torre dell'Aquila (tour de l'aigle ou de l'acula di mare qui signifie balbuzard pêcheur en langue corse).
Construite en 1520, elle fait partie des dix tours que comptait le Cap Corse en 1530. Les Génois avaient imposé aux populations la construction de tours littorales aux frais des pievi et des communautés. À l'approche des navires barbaresques, les habitants venaient se réfugier dans ces tours tenues par des garnisons militaires.
La tour doit son nom au fait qu'on ait découvert des squelettes dans les fouilles de ses fondations où était aménagée une citerne.
La tour de Losso se dresse sur trois niveaux et se termine par une terrasse avec bordure crénelée. Le dernier étage présente un chemin de ronde avec mâchicoulis. Dans le sous-sol, un souterrain a été creusé dans le rocher pour le stockage des armes et poudres. Un escalier en pierre y donne accès.
Propriété d'une société privée,, la Société des Sciences Historiques et Naturelles de la Corse, l'édifice est inscrit Monument historique par arrêté du 17 décembre 1926.

#### Autres patrimoines civils
- Un Pont génois ;
- Le Moulin Biaggi, toujours en activité, à Terre Rosse ;
- La Baignoire des moines ;
- Le Rocher des faucons…

#### Ancien couvent d'Oveglia
Le couvent d'Oveglia date des XVe siècle, XVIe et XVIIe siècles. Il est situé au nord-ouest de la commune, à 380 m d'altitude à l'est du Monte Castellu. Avant la Révolution, le couvent comportait un séminaire avec une soixantaine de moines et de convers de l'ordre Capucin. À la Révolution, bâtiments et terres sont vendus comme biens nationaux. Quelques années plus tard, l'église est rendue à la commune alors que les bâtiments conventuels restent propriété privée. En 1927, un pan de mur du couvent s'est effondré.
Le couvent avait été bâti au XVIe siècle sur le site de l'ancien château d'Oveglia édifié au XIIe siècle, ruiné en 1358 par la révolte populaire dirigée par Sambucucciu d'Alandu. Au XVIIIe siècle de 7 à 16 religieux résidaient au couvent.
La chapelle Santa Maria Assunta, propriété de la commune, est inscrite Monument historique par arrêté du 30 janvier 1990, et les ruines de l'ancien couvent classées par arrêté du 25 avril 1990.
L'église du couvent d'Oveglia recèle deux œuvres classées :
- Un maître-autel, reliquaires, tabernacle, retable, tableaux, clôture de chœur de la fin XVIIe siècle[25].
- Une statuette Vierge à l'Enfant en marbre du XVIe siècle[26].

Par ailleurs, un tableau Vierge dans la nuée d'angelots fait partie de la sélection d'objets volés ou anciennement volés.

#### Église paroissiale San Fruttuosu
L'église paroissiale San Fruttuosu à Ortale, située au quartier Parocchia, avoisine le cimetière communal. S'y trouve un tabernacle en bois taillé, daté du XVIIe siècle, classé Monument historique.
Elle recèle un orgue du début XVIIe siècle restauré en 1972, dont l'acoustique est remarquable.

#### Autres patrimoines religieux
- L'église San Fruttuosu de Cagnano ;
- La chapelle San Sebastianu au nord de Suare ;
- La chapelle Santa Lucia à Carbonacce ;
- La chapelle Sant'Erasmu à Piazze ;
- La chapelle Santa Maria Annunziata à Ghilloni Suprana ;
- La chapelle Sant'Antone à Porticciolo.

### Patrimoine naturel

#### ZNIEFF
Cagnano est concernée par deux ZNIEFF de 2e génération :
Chênaies vertes du Cap Corse
Cagnano est l'une des quinze communes concernées par la Zone naturelle d'intérêt écologique, faunistique et floristique (2e génération) (ZNIEFF940004078) appelée « Chênaies vertes du Cap Corse » couvrant une superficie de 4 112 ha. Ces chênaies vertes s'étendent depuis la commune de Farinole, à la base du cap, jusqu'à la commune de Rogliano au nord-est et à la commune de Morsiglia au nord-ouest.
« La commune de Cagnano possède une chênaie verte de faible superficie qui longe les routes D 132 et D 432 entre les villages. Dominée par la chaîne montagneuse du Monte Alticcione (1 139 mètres d'altitude) et toujours sur socle schisteux, cette zone est installée dans le petit vallon qu'occupe le ruisseau de Misinco et ses affluents entre 40 et 350 mètres d'altitude. La végétation y est constituée de chênes verts, de frênes-ornes, d'oliviers et de châtaigniers. Un nombre important de chênes verts a brûlé aujourd'hui. On trouve des chênes lièges intacts le long de la D 432 ».
Crêtes asylvatiques du Cap Corse
Vingt communes sont concernées par cette ZNIEFF940004076 - (2e génération) d'une superficie de 6 373 ha. La zone englobe la quasi-totalité de la crête centrale du Cap Corse. La limite sud de la ZNIEFF est identifiée par le col de Teghime (Barbaggio) ; la limite septentrionale correspond à la Punta di Gulfidoni au nord du col de Santa Lucia (Morsiglia et Meria).
« Les incendies sont la principale si ce n’est la raison unique du caractère asylvatique des crêtes du Cap Corse... La ZNIEFF est recouverte de maquis, fruticées, pelouses et milieux rupestres. Ces milieux naturels offrent des conditions biotiques et abiotiques favorables à une faune et une flore patrimoniales... La ZNIEFF « Crêtes asylvatiques du Cap Corse » comporte une faune et une flore classée comme déterminantes avec vingt-cinq espèces végétales, une colonie de reproduction de petit rhinolophe (Rhinolophus hipposideros), deux couples d’aigle royal (Aquila chrysaetos), et du lézard de Fitzinger (Algyroides fitzingeri) ».

### Personnalités liées à la commune
- Jean-Baptiste Biaggi, 1918-2009, ancien maire de Cagnano, avocat, commandeur de la Légion d'honneur.
- Antoine Mattei (Cagnanu 1817 - Paris 1881). Médecin gynécologue. Directeur de l’école d’accouchement de Bastia, puis fondateur à Paris de la physiologie endocrinienne. Érudit, il a publié "Les Annales de la Corse" (1877-1879). Il a légué sa riche bibliothèque et ses collections sur la Corse à la Bibliothèque de Bastia.

### Héraldique
| Blason de Cagnano | Blason  | De gueules aux deux lions d'or couronnés à l'antique soutenant un pin de sinople. |
| Blason de Cagnano | Détails | Le statut officiel du blason reste à déterminer.                                  |